# Iniziativa per la Catalogna Verdi
Iniziativa per la Catalogna Verdi (in catalano: Iniciativa per Catalunya Verds - ICV) è un partito politico spagnolo, operativo nella comunità autonoma della Catalogna, di orientamento econazionalista, ecosocialista ed ecopacifista.
Precursore del partito fu la coalizione Iniziativa per la Catalogna, costituita nel 1987 da tre  distinti soggetti politici:
- il Partito Socialista Unificato di Catalogna (Partit Socialista Unificat de Catalunya - PSUC);
- Intesa dei Nazionalisti di Sinistra (Entesa dels Nacionalistes d'Esquerra - ENE);
- il Partito dei Comunisti di Catalogna (Partit dels i les Comunistes de Catalunya - PCC).

Il PCC prese parte all'alleanza fino al 1989, aderendovi nuovamente dal 1995 al 1997; sempre nel 1997, una componente del PSUC contraria a far confluire il partito in tale formazione dette luogo al Partit Socialista Unificat de Catalunya Viu, che aderì a Sinistra Unita e Alternativa (sezione catalana di Sinistra Unita).
Nel 1995, peraltro, IC promosse a sua volta un'alleanza con Els Verds (Confederació Ecologista de Catalunya), formando la coalizione Iniciativa per Catalunya - Els Verds (IC-EV); infine, nel 2002, assunse definitivamente l'odierna denominazione.
Nelle elezioni generali, ICV si presenta in coalizione con Sinistra Unita, mentre nelle elezioni catalane si allea con Sinistra Unita e Alternativa.

## Risultati
| Elezione             | Voti                                | %                                   | Seggi   |
| -------------------- | ----------------------------------- | ----------------------------------- | ------- |
| Europee 1999         | In I Verdi - Sinistre dei Popoli    | In I Verdi - Sinistre dei Popoli    | 0 / 64  |
| Generali 2000        | 119.290                             | 0,51                                | 1 / 350 |
| Generali 2004        | In Sinistra Unita                   | In Sinistra Unita                   | 2 / 350 |
| Europee 2004         | In Sinistra Unita                   | In Sinistra Unita                   | 1 / 54  |
| Generali 2008        | In Sinistra Unita                   | In Sinistra Unita                   | 1 / 350 |
| Europee 2009         | In La Sinistra                      | In La Sinistra                      | 1 / 50  |
| Generali 2011        | In La Sinistra Plurale              | In La Sinistra Plurale              | 3 / 350 |
| Europee 2014         | In La Sinistra Plurale              | In La Sinistra Plurale              | 1 / 54  |
| Generali 2015        | In En Comú Podem                    | In En Comú Podem                    | 3 / 350 |
| Generali 2016        | In En Comú Podem                    | In En Comú Podem                    | 1 / 350 |
| Generali 2019 (Apr.) | In En Comú Podem                    | In En Comú Podem                    | 1 / 350 |
| Europee 2019         | In Catalunya en Comú/Unidos Podemos | In Catalunya en Comú/Unidos Podemos | 1 / 54  |
| Generali 2019 (Nov.) | In En Comú Podem                    | In En Comú Podem                    | 0 / 350 |